# Jean Tiberi
Jean Tiberi (født 30. januar 1935 i Paris, Frankrig, død 27. maj 2025) var en fransk politiker, der fra maj 1995 til marts 2001 var borgmester i hovedstaden Paris. Han overtog posten fra Jacques Chirac, der efterfølgende blev landets præsident.
Ven af Jean-Edern Hallier, han var medlem af InterHallier Circle fra 2019 .